# Košťál
Der Košťál (deutsch Kostial) ist ein 481 m hoher Kegelberg bei Třebenice (Trebnitz) im Süden des Böhmischen Mittelgebirges in Tschechien.
Auf dem Gipfel befindet sich die Ruine der gotischen Burg Košťálov (Kostial). Košťálov ist eines der markantesten Beispiele für eine Burg auf dem Gipfel eines Kegelberges, so wie es für den Norden Böhmens typisch ist. Erhalten sind heute noch die stattlichen Reste des Wohnturms der Burg.
Der im Süden und Westen steil ins Modeltal abfallende Berg trug einst den Namen Přípek und wurde von Cosmas von Prag in der Chronica Boemorum bei seiner Beschreibung des Wiesenkrieges der Přemysliden mit den Lutschanen erwähnt.
Er wurde 1960 auf einer Fläche von 6 ha wegen seiner Vegetation zum Naturdenkmal erklärt. Damit soll der Bewuchs des Felshanges und der Schuttflächen oberhalb von Třebenice durch wärmeliebende Pflanzengesellschaften – insbesondere Frühlingsadonisröschen und böhmischer Wiesen-Küchenschelle – geschützt werden.

## Geschichte

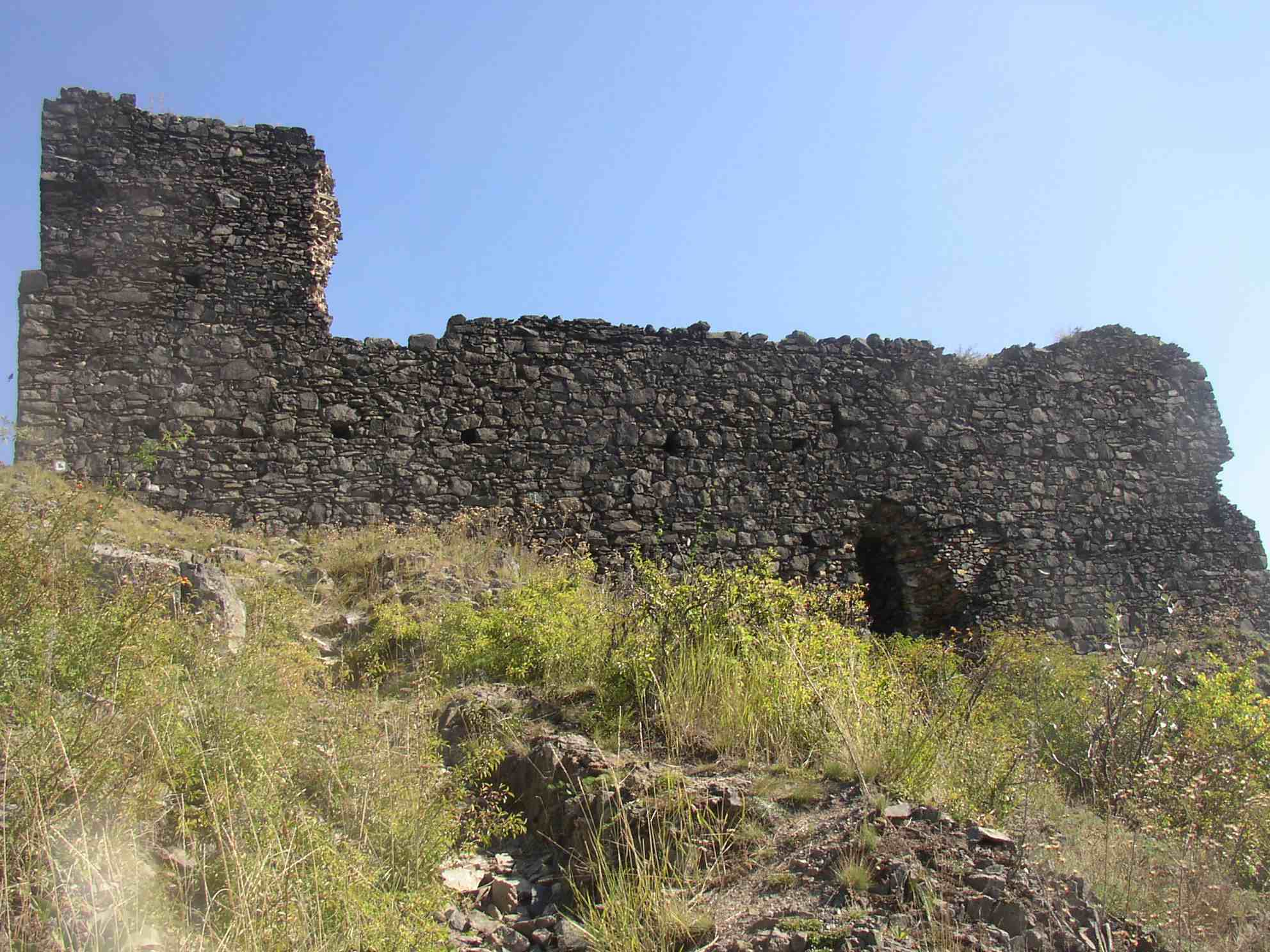
Burgruine Košťálov

Die Burg Košťálov wurde wahrscheinlich zu Beginn des 14. Jahrhunderts zur Sicherung des umfangreichen Besitzes des Prager Klosters St. Georg im Böhmischen Mittelgebirge errichtet. Ihre erste urkundliche Erwähnung stammt aus dem Jahre 1372, als ein Blitz einschlug und dem Burggrafen Alesch von Slavietin die Stiefel versengte. Sie setzte sich aus der unteren Burg mit den Wirtschaftsgebäuden und der oberen Burg mit den Palastgebäuden zusammen. Seit dem 15. Jahrhundert gehörte die Burg den Kaplirz zu Sulewicz, die sich mit der Burg Skalka und der oberen Veste Tschischkowitz besser erreichbare und ausgestattete Anlagen errichteten. Trotz ihrer unbequemen Lage wurde die Burg bis zur Mitte des 16. Jahrhunderts genutzt, zu Beginn des 17. Jahrhunderts dann als wüst bezeichnet.
Von der unteren Burg ist kaum noch etwas erhalten, 1883 stürzte die letzte Mauer ein. Weithin sichtbar ist der rechteckige Donjon der oberen Burg, von dem im 20. Jahrhundert die darüber hinaus ragenden oberen Mauerreste abstürzten.